# Condado de Cimarron

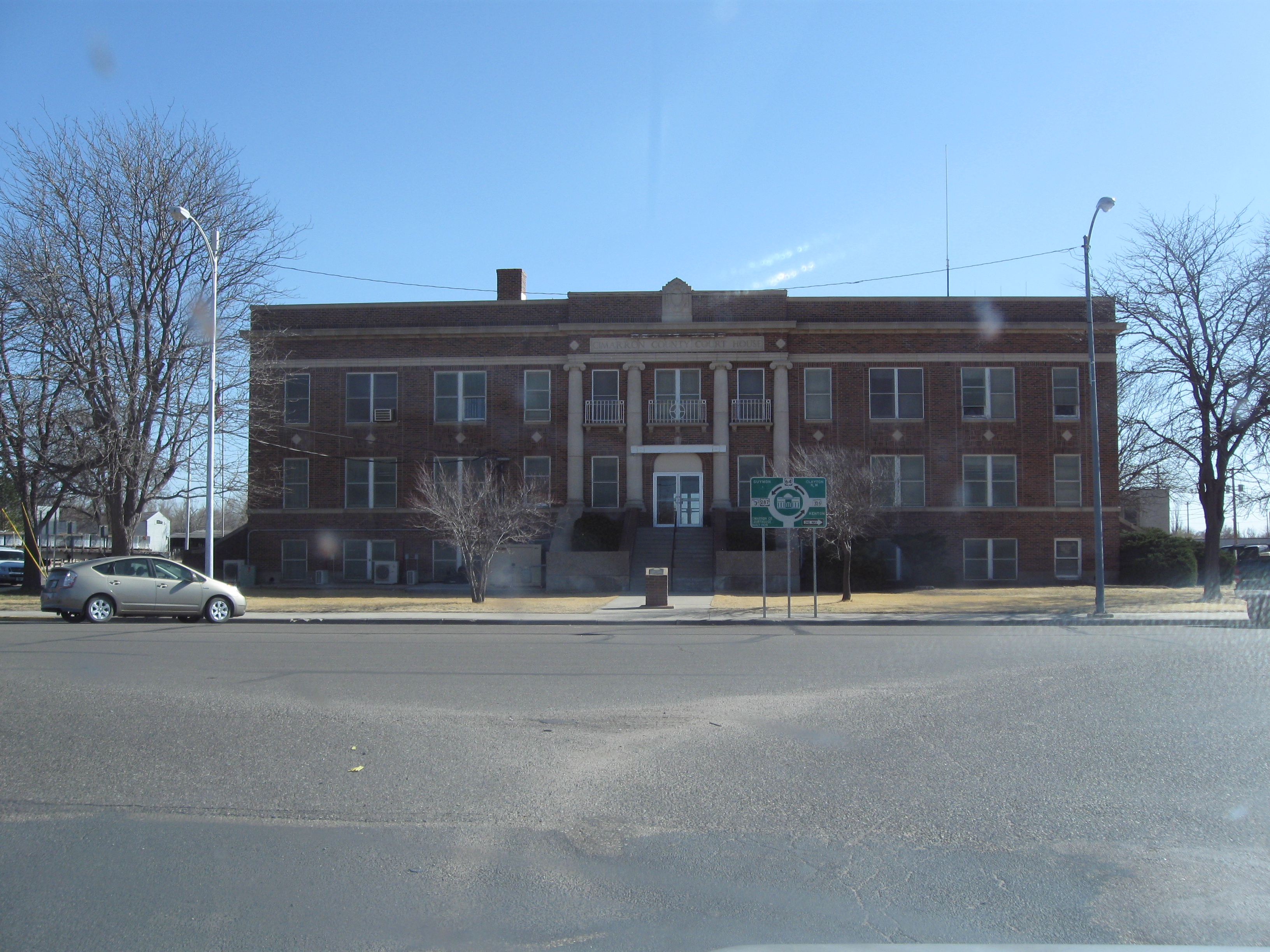
Tribunal do condado de Cimarron, em Boise City, Oklahoma

O Condado de Cimarron é um dos 77 condados do estado americano do Oklahoma. A sede do condado é Boise City, que é também a sua maior cidade.
O condado tem uma área de 4768 km² (dos quais 16 km² estão cobertos por água), uma população de 3148 habitantes, e uma densidade populacional de 0,7 hab/km² (segundo o censo nacional de 2000). O condado foi fundado em 1890 e fica no extremo ocidental do Panhandle do Oklahoma. O seu nome provém do rio Cimarron, um afluente do rio Arkansas que passa no condado.